# Родні Гармон
Родні Гармон (англ. Rodney Harmon; нар. 16 серпня 1961) — колишній американський тенісист.
Найвищу одиночну позицію світового рейтингу — 56 місце досяг 15 серпня 1983 року.
Здобув 1 парний титул.
Найвищим досягненням на турнірах Великого шолома був чвертьфінал в одиночному розряді.

## Фінали за кар'єру

### Парний розряд (1 перемога)
| Результат | W–L | Дата     | Турнір             | Покриття   | Партнер       | Суперники                      | Рахунок  |
| --------- | --- | -------- | ------------------ | ---------- | ------------- | ------------------------------ | -------- |
| Перемога  | 1–0 | Бер 1985 | Lorraine Open, США | Тверде (i) | Марсел Фріман | Ярослав Навратіл Юнас Свенссон | 6–4, 7–6 |